# Омск
Омск (на руски: Омск) е град в Русия, административен център на Омска област. Разположен е на мястото на вливане в Иртиш на река Ом, проточил се на 45 km по двата бряга на Иртиш. Населението на града през 2021 година е 1 139 897 души, което го нарежда на 8-о място в страната. Разстоянието до столицата Москва е около 2700 km.

## География
Градът е разделен на 5 „окръга“:
- Съветски (град на нефтениците, град на химиците),
- Кировски („Старий Кировск“ и „Ляв бряг“),
- Централен,
- Октомврийски и
- Ленинский (Телевизионен завод и Порт Артур).

### Климат
Климатът в Омск е умереноконтинентален. Средната годишна температура е 2,1 °C, средната влажност на въздуха е 71%, а средните годишни валежи са около 415 mm.
| Климатични данни за Омск              | Климатични данни за Омск | Климатични данни за Омск | Климатични данни за Омск | Климатични данни за Омск | Климатични данни за Омск | Климатични данни за Омск | Климатични данни за Омск | Климатични данни за Омск | Климатични данни за Омск | Климатични данни за Омск | Климатични данни за Омск | Климатични данни за Омск | Климатични данни за Омск |
| Месеци                                | яну.                     | фев.                     | март                     | апр.                     | май                      | юни                      | юли                      | авг.                     | сеп.                     | окт.                     | ное.                     | дек.                     | Годишно                  |
| Абсолютни максимални температури (°C) | 4,2                      | 8,0                      | 14,1                     | 31,3                     | 35,5                     | 40,1                     | 40,4                     | 38,0                     | 32,9                     | 27,4                     | 16,1                     | 4,5                      | 40,4                     |
| Средни максимални температури (°C)    | −12                      | −10,3                    | −2,5                     | 9,1                      | 19,0                     | 23,9                     | 25,3                     | 22,7                     | 15,9                     | 8,1                      | −3,7                     | −9,8                     | 7,1                      |
| Средни температури (°C)               | −16,3                    | −15                      | −7,3                     | 3,7                      | 12,5                     | 18,0                     | 19,6                     | 16,9                     | 10,4                     | 3,5                      | −7,3                     | −13,8                    | 2,1                      |
| Средни минимални температури (°C)     | −20,5                    | −19,4                    | −12                      | −1                       | 6,3                      | 12,0                     | 14,2                     | 11,6                     | 5,7                      | −0,3                     | −10,5                    | −17,9                    | −2,7                     |
| Абсолютни минимални температури (°C)  | −45,1                    | −45,5                    | −41,1                    | −26,4                    | −12,9                    | −3,1                     | 2,1                      | −1,7                     | −7,6                     | −28,1                    | −41,2                    | −44,7                    | −45,5                    |
| Средни месечни валежи (mm)            | 23                       | 18                       | 17                       | 21                       | 35                       | 51                       | 66                       | 54                       | 37                       | 30                       | 34                       | 29                       | 415                      |
| ------------------------------------- | ------------------------ | ------------------------ | ------------------------ | ------------------------ | ------------------------ | ------------------------ | ------------------------ | ------------------------ | ------------------------ | ------------------------ | ------------------------ | ------------------------ | ------------------------ |
| Източник: Погода и Климат             |                          |                          |                          |                          |                          |                          |                          |                          |                          |                          |                          |                          |                          |

## История
Селището е основано през 1716 година като преден пост от казаци, предвождани от Иван Бухголц. Стратегическото му положение по поречието на река Иртиш предпазва руската граница от киргизите и джунгарите в степите. През 1782 година Омск получава статут на град.
През 1822 г. градът е направен административен център на Западен Сибир, но с отдръпването на границите, военното му значение намалява и градът изпада в летаргия. Така Омск се превръща в място за изгнаници. В периода 1850 – 1854 г. Фьодор Достоевски излежава присъдата си тук.
Развитието на града е катализирано от построяването на Транссибирската железница през 1890-те години, която подчертава значението на Омск като логистичен център. Много търговски компании отварят врати в града. През 1910 г. градът е домакин на Сибирското изложение за селско стопанство и промишленост.
След Октомврийската революция антиболшевишките Белогвардейци завземат контрол над града. Създадено е Временно всеруско правителство през 1918 г., което е оглавявано от Александър Колчак. Омск е обявен за столица на Русия. Така Омск се превръща в основна мишена за Червената армия. Настъплението ѝ принуждава Колчак и правителството му да изоставят града и да се изтеглят на изток към Иркутск. През 1919 г. градът вече е под болшевишки контрол.
Съветското правителство предпочита по-младия Новониколаевск (днес Новосибирск) за административен център на Западен Сибир, като по този начин отнема административните, културните и образователните функции на Омск. Това в известна степен запалва съперничество между двата града. Омск се възражда след Втората световна война – тъй като се намира далеч от фронта и разполага с добре развита инфраструктура, той се оказва идеално убежище за голяма част от промишлеността, която е евакуирана от западните части на Съветския съюз през 1941 г. Освен това, съставени са планове за преместване на съветската столица в Омск в случай на германска победа в битката за Москва (октомври 1941 г. – януари 1942 г.). В края на войната Омск вече е голям промишлен център, който впоследствие се превръща в лидер на съветското военно производство. От 1970-те години в града се произвеждат танкове Т-80.
През 1950-те години, с разработването на нефтените и газовите находища в Сибир, в Омск е построен нефтопреработващ комбинат, както и цял град за петролните работници в северните покрайнини. Това е най-големият комплекс от този тип в Русия. И до ден днешен той е най-големият работодател в града.
След разпадането на СССР, Омск навлиза в период на икономическа нестабилност и стагнация. Големите държавни предприятия започват да се приватизират от олигарси и бързо разрастващи се престъпни синдикати. През 1992 г. започва прокопаването на метро в града, но проектът е окончателно прекратен от градските власти през 2018 г.

## Население
| 1725      | 1825      | 1856      | 1897      | 1914      | 1923      | 1931      | 1939      |
| --------- | --------- | --------- | --------- | --------- | --------- | --------- | --------- |
| 992       | 9000      | 16 400    | 37 400    | 134 800   | 146 300   | 162 200   | 288 900   |
| 1956      | 1959      | 1962      | 1967      | 1973      | 1976      | 1979      | 1982      |
| 505 000   | 581 108   | 650 000   | 774 000   | 905 000   | 971 000   | 1 014 246 | 1 061 000 |
| 1986      | 1989      | 1992      | 1996      | 1999      | 2001      | 2003      | 2005      |
| 1 116 000 | 1 148 418 | 1 169 000 | 1 160 000 | 1 157 600 | 1 138 400 | 1 131 000 | 1 142 800 |
| 2007      | 2009      | 2010      | 2011      | 2012      | 2014      | 2015      | 2016      |
| 1 134 700 | 1 129 120 | 1 154 116 | 1 154 121 | 1 156 583 | 1 166 092 | 1 173 854 | 1 178 100 |

### Етнически състав
Към 2010 г. населението на Омск е представено от: 88,8% руснаци, 3,4% казахи, 2% украинци, 1,9% татари, 1,3% немци и други.

## Икономика
Важен транспортен възел: железопътни и шосейни пътища, Транссибирска магистрала, речно пристанище и аерогара. Крупен промишлен център: най-големият в Русия нефтопреработващ комбинат (Газпром), машиностроене, металургия, лека, полиграфическа, химическа и нефтохимическа промишленост. Много обекти на военно-промишления комплекс, появили се след Втората световна война.

## Забележителности
Сред забележителностите в града следва да се отбележат:
- преобразената крайбрежна улица покрай Иртиш;
- историческият комплекс „Омска крепост“;
- пожарната кула;
- библиотека „Пушкин“ – най-голямата зад Урал.

Има много забележителности и в областта:
- Ачаирски манастир,
- 5 муромцевски езера;
- Болшереченски зоопарк – измежду най-големите в Русия.

## Личности, свързани с града
- Михаил Врубел – руски художник
- Герман Греф – министър на икономическото развитие
- Фьодор Достоевски – руски писател
- Александър Колчак – полярен изследовател, адмирал, „върховен управник на всеруското правителство“ в Омск от 1918 до 1919 г.
- Лавър Корнилов – военен деец
- Валериан Куйбишев – революционер
- Михаил Улянов – актьор, ръководител на Театър „Е. Вахтангов“, Москва
- Виталий Цешковски – шахматист
- Евгения Канаева – състезателка по художествена гимнастика

## Култура и развлечения
- 13 музея, 4 парка
- 8 театъра, 2 концертни зали, цирк
- 6 университета, 3 академии, 6 института

## Побратимени градове
- Пухов, Словакия
- Петропавловск, Казахстан
- Тюмен, Русия
- Карлови Вари, Чехия
- Кайфен, Китай
- Павлодар, Казахстан
- Чинджу, Южна Корея
- Новосибирск, Русия
- Калининград, Русия
- Челябинск, Русия
- Милуоки, Уисконсин, САЩ
- Йорк, Онтарио, Канада
- Люблин, Полша
- Лодз, Полша
- Гданск, Полша